# Drungue
Drungue, en grec medieval δροῦγγος o δρόγγος, és un terme militar de l'Imperi Romà d'Orient que va tenir diversos significats al llarg del temps. En un principi, es relacionava amb banda, o grup armat irregular. L'emperador Maurici (r. 582 - 602) va usar la paraula per designar un destacament de cavalleria no regular, preparat per atacar l'enemic pel flanc, organitzar emboscades i actuant com un cos de guerrillers. Abans del segle xii, designava una unitat de l'exèrcit més gran que una banda i més petita que una turma, i comandada per un drungari. Aproximadament el que avui seria un batalló.
A finals del segle xi, la paraula va designar certes zones de muntanya a l'Àtica, Lacònia i Epir on hi havien acampades aquestes forces, i un drungue es va convertir en una subdivisió regular d'una turma, la principal subdivisió del tema o unitat administrativa de l'imperi. Durant els segles XIII-XIV s'assignava la paraula més aviat a les unitats militars o paramilitars d'aquestes zones muntanyoses.